# Asparagus elephantinus
Asparagus elephantinus — вид рослин із родини холодкових (Asparagaceae).

## Біоморфологічна характеристика
В'юнкий багатостебловий кущ, вічнозелений, зазвичай з неглибоким корінням, не скручений, усюди голий. Кореневище мале. Стебла міцні, до 3 метрів завдовжки, 10–15 мм у товщину, яскраво-зелені, повністю голі, злегка ребристі до основи. Гілки до 60 см завдовжки. Гілочки до 15 см. Колючки великі на стеблах, до 20 мм завдовжки, товсті, в інших місцях менші, гострі, прямі чи загнуті донизу, блідо-оранжево-коричневі, присутні знизу гілок, гілочок, кладодій, квіток. Листові луски на стеблі трикутні, довжиною 1.0–5.5 мм, дуже бліді з темнішою серединною смугою. Кладодії 1–3(6) на пучок, сплощені, від вузькоеліптичних до лінійних, (5)8–25(31) × 1.5–2.0 мм, яскраво-зелені, блискучі. Квітки по 1–3 в пучок, солодко запашні. Листочки оцвітини 3.0–4.2 × 1.5–1.9 мм, верхівка загнута всередину, по краях ціла. Пиляки помаранчеві. Ягода до 14 мм у діаметрі, гола, червона.

## Середовище проживання
Ендемік Північних провінцій ПАР.
Зустрічається переважно на доломітових або кварцитових відслоненнях, прилеглих до доломітових формацій. Росте на скелястих виступах або серед скель у листовій підстилці.